# The Lockdown Sessions
The Lockdown Sessions -en español Las sesiones de cuarentena- es el trigésimo segundo álbum de estudio del cantante y compositor británico Elton John, lanzado el 22 de octubre de 2021 por EMI. El trabajo está compuesto de canciones de Elton John con otros artistas como Dua Lipa, Charlie Puth, Years & Years y otros.
El álbum, como su nombre indica, fue grabado durante los 18 meses de confinamiento por la pandemia del COVID-19, después de que John se vio obligado a posponer su gira de despedida Farewell Yellow Brick Road a causa del comienzo de la crisis sanitaria. El álbum es precedido por el exitoso sencillo Cold Heart (Pnau remix), con Dua Lipa, y los sencillos After All con Charlie Puth y Finish Line con Stevie Wonder.
Sus buenas ventas lo llevaron a alcanzar el primer lugar en las listas británicas, siendo el octavo disco del cantante en lograr esa hazaña, convirtiéndose así en uno de los trabajos más exitosos, mediáticos y reconocidos de toda su carrera.

## Historia
El álbum presenta varias pistas lanzadas anteriormente: "Learn to Fly", lanzada en junio de 2020; "Chosen Family", el dueto de John con Rina Sawayama en su álbum Sawayama; la pista de Gorillaz "The Pink Phantom" de su álbum de 2020, Song Machine, Season One: Strange Timez, en el que John aparece como invitado junto a 6lack; la versión de John de "It's a Sin" de Pet Shop Boys junto con Years & Years, lanzada en mayo de 2021; la versión de Miley Cyrus de "Nothing Else Matters" con John junto a otros invitados, lanzada en junio de 2021 desde el álbum tributo a Metallica, The Metallica Blacklist; y la colaboración de John con Lil Nas X en "One of Me", del álbum de estudio debut de Lil Nas X, Montero.
Además de estos, el disco también presenta colaboraciones con otros artistas, incluido el líder de Pearl Jam, Eddie Vedder, Brandi Carlile, Charlie Puth, Stevie Wonder, Nicki Minaj, Young Thug, Stevie Nicks y Glen Campbell.
John explicó el proyecto en un comunicado: "Algunas de las sesiones de grabación tuvieron que realizarse de forma remota, a través de Zoom, lo que obviamente nunca había hecho antes. Algunas de las sesiones se grabaron bajo normas de seguridad muy estrictas: trabajar con otro artista, pero separadas por pantallas de vidrio. Pero todas las pistas en las que trabajé eran realmente interesantes y diversas, cosas que eran completamente diferentes a cualquier cosa por la que soy conocido, cosas que me sacaron de mi zona de confort a un territorio completamente nuevo. Y me di cuenta de que había algo extrañamente familiar sobre trabajar así. Al comienzo de mi carrera, a finales de los años 60, trabajé como músico de sesión. Trabajar con diferentes artistas durante el encierro me recordó eso. Había cerrado el círculo: era un músico de sesión. de nuevo. Y aun así fue genial".

Cuando el álbum alcanzó el número uno en las listas del Reino Unido el 29 de octubre de 2021, John dijo: "Estoy muy orgulloso de lo que hemos creado" y escribió en sus cuentas de redes sociales:
Este álbum tiene que ver con la capacidad de la música para unir a las personas para formar nuevas amistades y conexiones y en este momento no podría sentirme más conectado con mis increíbles fans en el Reino Unido que hicieron que esto sucediera.
Cuando comencé a colaborar con algunos de mis artistas favoritos al comienzo de la pandemia, no podría haber soñado en mis sueños más locos que me llevaría a un álbum número uno. Estoy muy orgulloso de lo que hemos creado y emocionado de que se haya conectado con nuestros fans hasta tal punto. Muestra el espíritu de colaboración y unión que aún puede darse en las circunstancias más difíciles.

Gracias a todos los que ayudaron a dar vida a este álbum. Los amo a todos ❤

## Contenido

### Sencillos
El sencillo principal, "Cold Heart (Pnau remix)" con Dua Lipa, combina elementos de las canciones de John, de 1989  "Sacrifice", su éxito de 1972 "Rocket Man", su tema del álbum de 1976 "Where's the Shoorah?" y su sencillo de 1983 "Kiss the Bride". Fue lanzado el 13 de agosto de 2021. El 15 de octubre de 2021, el sencillo alcanzó el puesto número uno en el UK Singles Chart Top 100. Este fue el primer número uno de Elton John en el Reino Unido en 16 años desde la póstuma colaboración "Ghetto Gospel" junto con 2Pac en 2005.
El segundo sencillo oficial del álbum, "After All", es una colaboración con el cantante estadounidense Charlie Puth, que lanzado el 22 de septiembre de 2021. El tercer sencillo oficial del álbum, "Finish Line", es una colaboración con el cantante estadounidense Stevie Wonder, siendo lanzado el 30 de septiembre de 2021. Ninguno de los sencillos mencionados antes tuvo su video promocional como si lo tuvo Cold Heart.

## Listado de canciones
- Edición estándar

| The Lockdown Sessions | |               |                 |          |  |
| N.º                   | Título                                                                                                  | Escritor(es)  | Productor(es)   | Duración |  |
| 1.                    | «Cold Heart (Pnau remix)» (junto con Dua Lipa)                                                          | Elton John    | Pnau            | 3:22     |  |
| 2.                    | «Always Love You» (junto con Young Thug & Nicki Minaj)                                                  | John          | Andrew Watt     | 4:17     |  |
| 3.                    | «Learn to Fly» (junto con Surfaces)                                                                     | Forrest Frank | Surfaces        | 3:31     |  |
| 4.                    | «After All» (junto con Charlie Puth)                                                                    | John          | Puth            | 3:28     |  |
| 5.                    | «Chosen Family» (junto con Rina Sawayama)                                                               | Rina Sawayama | Danny L Harle   | 4:40     |  |
| 6.                    | «The Pink Phantom» (Gorillaz junto con Elton John & 6lack)                                              | Damon Albarn  | Gorillaz        | 4:13     |  |
| 7.                    | «It's a Sin» (Global Reach Mix) (junto con Years & Years)                                               | Neil Tennant  | Pet Shop Boys   | 4:44     |  |
| 8.                    | «Nothing Else Matters» (Miley Cyrus junto con Watt, Elton John, Yo-Yo Ma, Robert Trujillo & Chad Smith) | Lars Ulrich   | Watt            | 6:35     |  |
| 9.                    | «Orbit» (junto con SG Lewis)                                                                            | John          | SG Lewis        | 3:28     |  |
| 10.                   | «Simple Things» (junto con Brandi Carlile)                                                              | John          | Watt            | 4:11     |  |
| 11.                   | «Beauty in the Bones» (junto con Jimmie Allen)                                                          | John          | Ash Bowers      | 3:50     |  |
| 12.                   | «One of Me» (Lil Nas X junto con Elton John)                                                            | Montero Hill  | John Cunningham | 2:41     |  |
| 13.                   | «E-Ticket» (junto con Eddie Vedder)                                                                     | John          | Watt            | 3:18     |  |
| 14.                   | «Finish Line» (junto con Stevie Wonder)                                                                 | John          | Watt            | 4:24     |  |
| 15.                   | «Stolen Car» (junto con Stevie Nicks)                                                                   | John          | Watt            | 5:37     |  |
| 16.                   | «I'm Not Gonna Miss You» (junto con Glen Campbell)                                                      | Glen Campbell | Raymond         | 2:56     |  |
| 65:15                 | |               |                 |          |  |

| The Lockdown Sessions Christmas edition |                                          |              |               |          |  |
| N.º                                     | Título                                   | Escritor(es) | Productor(es) | Duración |  |
| 1.                                      | «Merry Christmas» (junto con Ed Sheeran) | Elton John   | Mac           | 3:27     |  |
| 68:42                                   |                                          |              |               |          |  |

## Crítica y recepción
The Lockdown Sessions recibió críticas generalmente positivas de los críticos musicales. En Metacritic, que asigna una calificación normalizada de 100 a las reseñas de los críticos, el álbum tiene una puntuación promedio de 72 basada en 7 reseñas, lo que indica "reseñas generalmente favorables". Gary Ryan de NME le otorgó cuatro de cinco estrellas.
La buena acogida comercial del álbum le permitió llegar al primer lugar en las listas británicas siendo su primer disco número 1 de la década, el tercero del siglo en curso, el sexto de estudio, y el octavo en su discografía, junto a Don't Shoot Me, I'm Only the Piano Player y Goodbye Yellow Brick Road (1973); Caribou y Elton John's Greatest Hits (1974); Sleeping with the Past (1989); Good Morning to the Night (2012); y el recopilatorio Jewel Box (2020).

## Posicionamiento en listas
| Lista por país                     | Mejor posición |
| ---------------------------------- | -------------- |
| Australia (ARIA)                   | 2              |
| Austria (Ö3 Austria)               | 6              |
| Bélgica (Ultratop flamenca)        | 22             |
| Bélgica (Ultratop valona)          | 3              |
| Canadá (Billboard Canadian Albums) | 5              |
| República Checa (ČNS IFPI)         | 35             |
| Dinamarca (Hitlisten)              | 26             |
| Países Bajos (Album Top 100)       | 19             |
| Francia (SNEP)                     | 8              |
| Alemania (Offizielle Top 100)      | 5              |
| Irlanda (OCC)                      | 9              |
| Italia (FIMI)                      | 15             |
| Japón Hot Albums (Billboard Japan) | 58             |
| Lituania (Albumų Top 100)          | 30             |
| Nueva Zelanda (Recorded Music NZ)  | 4              |
| Noruega (VG-lista)                 | 14             |
| Polonia (ZPAV)                     | 19             |
| Portugal (AFP)                     | 30             |
| Escocia (Scottish Albums Chart)    | 2              |
| España (PROMUSICAE)                | 25             |
| Suecia (Sverigetopplistan)         | 41             |
| Suiza (Schweizer Hitparade)        | 4              |
| Reino Unido (UK Albums Chart)      | 1              |
| Estados Unidos (Billboard 200)     | 10             |

## Historial de lanzamiento
| País   | Fecha                  | Formato                                 | Discográfica           | Ref(s).       |
| ------ | ---------------------- | --------------------------------------- | ---------------------- | ------------- |
| Varios | 22 de octubre de 2021  | CD, Casete descarga digital y streaming | EMI                    | [ 45 ] [ 46 ] |
| Varios | 29 de octubre de 2021  | Vinilo                                  | EMI                    | [ 47 ] [ 48 ] |
| Brasil | 3 de diciembre de 2021 | CD                                      | Universal Music Brasil | [ 49 ]        |